# Itzehoer SV 09
Maillots
Le Itzehoer SV 09 est un club sportif allemand localisé à Itzehoe, dans le Schleswig-Holstein.
Le cercle est connu pour sa section de football, mais aussi sa section bowling, dont l’équipe 1 évolue dans la Bundesliga de la discipline.

## Histoire
Le club a vu le jour, le 3 octobre 1909, sous l’appellation Fußball-Club Preußen von 1909. Celui-ci s’unit en 1945 avec Askania (un club qui fut membre de la ligue travailliste Arbeiter Turn-und Sportbund (ATSB), dissoute par les Nazis en 1933) et avec le cercle d’Athlétisme de l’Eintracht pour former l’Itzehoer SV 09. 
Précédemment, le Preußen et Askania furent affiliés à la Norddeutscher Fußball-Verband (NFV).
Le Preußen Itzehoe joua, dans les années 1910 et 1920 dans les plus hautes divisions locales et régionales. Le club changea plusieurs fois d’appellation. En 1919-1920, le club fut vice-champion de la plus haute ligue régionale qui comprenait que des équipes du Schleswig-Holstein, mais aussi de Dithmarse et de l'Arrondissement de Steinburg. Au premier tour final régional de l'époque, le Preußen Itzehoe s’inclina lourdement (2-7) au Turnerschaft Lübeck (2:7).
Après l’instauration des Gauligen (exigées et mises en place par les Nazis dès leur arrivée au pouvoir en 1933), le club régressa et resta dans les ligues inférieures. Toutefois, en 1933, le cercle eut en la personne de Werner Widmayer un sélectionné en équipe nationale allemande. Widmayer quitta Itzehoe pour le Fortuna Glückstadt, une équipe qui évolua trois saisons dans la Gauligen Nordmark puis celle du Schleswig-Holstein.
En 1945, le club fut dissous par les Alliés, comme tous les clubs et associations allemands (voir Directive n°23). Reconstitué sous l’appellation Itzehoer SV 09, le cercle bénéficia, comme de nombreuses autres équipes du Nord, de plusieurs renforts constitués de joueurs réfugiés, fuyant les anciens territoires allemands au-delà de la Ligne Oder-Neisse.
Sous la conduite de Kurt Baluses comme joueur-entraîneur, le Itzehoer SV 09 monta en Oberliga Nord (équivalent D1). Mais l’aventure ne dura qu’une saison.
De 1966 à 1974, le club joua en Regionalliga Nord, une ligue équivalent au niveau 2, créée après l’instauration de la Bundesliga, en 1963. Au cours des neuf saisons concernées, le club ne dépassa jamais la 12e place.
Au terme de la saison 1973-1974, quand fut instaurée la 2. Bundesliga, Itzehoer SV 09 fut versé au 3e niveau renommé l’Oberliga Nord et y joua jusqu’en 1981.
Le club joua ensuite sous le 3e niveau dans les ligues du Schleswig-Holstein. En 1994, il se qualifia pour atteindre l’Oberliga Hamburg/Schleswig-Holstein (niveau 4), une série issue de la scission de l’Oberliga Nord précédente. Au terme de la saison 1999-2000, Itzehoer fut relégué au niveau 5, la Verbandsliga Schleswig-Holstein.
Le Itzehoer SV 09 ne parvint pas à remonter vers un niveau plus élevé et s’enlisa dans les petites divisions. En vue de la saison 2010-2011, le club conclut une association (en Allemand : Spielgemeinschaft) avec le Türk Spor Itzehoe pour jouer en Verbandsliga sous l’appellation SG Türk Spor /SV 09.

## Palmarès
- Champion de la  Verbandsliga Schleswig-Holstein 1948, 1949, 1950, 1954, 1965, 1985, 1986, 2005.

## Joueurs connus
- Fabian Boll, part après au FC St-Pauli.